# Eliteserien 2015 (football americano)
La Eliteserien 2015 è la 30ª edizione del campionato di football americano di primo livello, organizzato dalla NAIF.
I Kristiansand Gladiators, campioni uscenti, si sono ritirati poche settimane prima dell'inizio del campionato.

## Squadre partecipanti
| Club                    | Città        | Stadio | Sponsor ufficiale | Risultato nella stagione 2014 |
| ----------------------- | ------------ | ------ | ----------------- | ----------------------------- |
| Eidsvoll 1814's         | Eidsvoll     |        |                   |                               |
| Kristiansand Gladiators | Kristiansand |        |                   |                               |
| Lura Bulls              | Sandnes      |        |                   |                               |
| NTNUI Nidaros Domers    | Trondheim    |        |                   |                               |
| Oslo Vikings            | Oslo         |        |                   |                               |
| Vålerenga Trolls        | Oslo         |        |                   |                               |

## Stagione regolare

### Calendario

#### 1ª giornata
| Sandnes 11 aprile 2015 | Lura Bulls | 62 – 12 | NTNUI Nidaros Domers | Lura Stadion |

| 12 aprile 2015 | Oslo Vikings | 0 – 7 | Eidsvoll 1814's |  |

#### 2ª giornata
| 18 aprile 2015 | Vålerenga Trolls | 21 – 28 | NTNUI Nidaros Domers |  |

| 18 aprile 2015 | Oslo Vikings | 6 – 12 | Lura Bulls |  |

#### 3ª giornata
| 25 aprile 2015 | NTNUI Nidaros Domers | 13 – 34 | Oslo Vikings |  |

| 25 aprile 2015 | Vålerenga Trolls | 8 – 32 | Lura Bulls |  |

#### 4ª giornata
| 2 maggio 2015 | NTNUI Nidaros Domers | 6 – 35 | Eidsvoll 1814's |  |

#### 5ª giornata
| 9 maggio 2015 | Oslo Vikings | 35 – 13 | NTNUI Nidaros Domers |  |

| 10 maggio 2015 | Eidsvoll 1814's | 21 – 6 | Vålerenga Trolls |  |

#### 6ª giornata
| 16 maggio 2015 | Vålerenga Trolls | 8 – 52 | Oslo Vikings |  |

#### 7ª giornata
| 23 maggio 2015 | Eidsvoll 1814's | 26 – 27 | Lura Bulls |  |

| 24 maggio 2015 | NTNUI Nidaros Domers | 39 – 42 | Vålerenga Trolls |  |

#### 8ª giornata
| 6 giugno 2015 | Lura Bulls | 7 – 20 | Oslo Vikings |  |

| 7 giugno 2015 | Vålerenga Trolls | 11 – 35 | Eidsvoll 1814's |  |

#### 9ª giornata
| 13 giugno 2015 | Lura Bulls | 28 – 21 | Vålerenga Trolls |  |

| 14 giugno 2015 | Eidsvoll 1814's | 79 – 12 | NTNUI Nidaros Domers |  |

#### 10ª giornata
| 21 giugno 2015 | Eidsvoll 1814's | 19 – 14 | Oslo Vikings |  |

### Classifica
La classifica della regular season è la seguente:
- PCT = percentuale di vittorie, G = partite giocate, V = partite vinte,  P = partite perse, PF = punti fatti, PS = punti subiti

| Pos. | Squadra              | PCT  | G | V | N | P | PF  | PS  |
| ---- | -------------------- | ---- | - | - | - | - | --- | --- |
| 1    | Eidsvoll 1814's      | .857 | 7 | 6 | 0 | 1 | 222 | 76  |
| 2    | Lura Bulls           | .833 | 6 | 5 | 0 | 1 | 168 | 93  |
| 3    | Oslo Vikings         | .571 | 7 | 4 | 0 | 3 | 161 | 79  |
| 4    | NTNUI Nidaros Domers | .143 | 7 | 1 | 0 | 6 | 123 | 308 |
| 5    | Vålerenga Trolls     | .143 | 7 | 1 | 0 | 6 | 116 | 235 |

## Playoff

### Tabellone
|  | Semifinali | Semifinali           | Semifinali |            |    | XXX NM-Finale   | XXX NM-Finale | XXX NM-Finale |  |
|  |            |                      |            |            |    |                 |               |               |  |
|  | 1          | Eidsvoll 1814's      | 59         |            |    |                 |               |               |  |
|  | 1          | Eidsvoll 1814's      | 59         |            |    |                 |               |               |  |
|  | 4          | NTNUI Nidaros Domers | 6          |            |    |                 |               |               |  |
|  | 4          | NTNUI Nidaros Domers | 6          |            | 1  | Eidsvoll 1814's | 18            |               |  |
|  |            |                      |            |            | 1  | Eidsvoll 1814's | 18            |               |  |
|  |            |                      | 2          | Lura Bulls | 40 |                 |               |               |  |
|  | 3          | Oslo Vikings         | 2          | Lura Bulls | 40 | 13              |               |               |  |
|  | 3          | Oslo Vikings         |            |            |    |                 |               |               |  |
|  | 2          | Lura Bulls           | 28         |            |    |                 |               |               |  |

### Semifinali
| 27 giugno 2015 | Eidsvoll 1814's | 59 – 6 | NTNUI Nidaros Domers |  |

| 27 giugno 2015 | Lura Bulls | 28 – 13 | Oslo Vikings |  |

### XXX NM Finale
| Oslo 5 luglio 2015 | Eidsvoll 1814's | 18 – 40 (7-6 3-0 0-27 8-7) referto | Lura Bulls | Frogner Stadion |

## Verdetti
- Lura Bulls Campioni della Norvegia 2015